# Фридрих V фон Кастел
Фридрих V (X) фон Кастел (на немски: Friedrich V (X) von Castell; * 30 септември 1477; † ок. 1500) от род Кастел е от 1498 г. до смъртта си владетел на графство Кастел.

## Биография
Той е син на граф Фридрх IV фон Кастел († 1498) и съпругата му Елизабет фон Райтценщайн († 1498/1502), дъщеря на Томас III фон Райтценщайн († 1465) и Елизабет фон Люхау († 1453). Той управлява графството заедно с братята си Георг, Йохан и Волфганг I.

Фридрих V не се жени.